# See Tickets
See Tickets, anciennement Digitick, est une entreprise française spécialisée dans la vente de billets électroniques et de billets mobiles, filiale de Vivendi Village.
See Tickets propose des billets de spectacles, d'évènements sportifs et culturels, et de loisirs. See Tickets est aussi un éditeur de solutions technologiques logicielles et matérielles pour la gestion, l’émission et le contrôle d’accès de billetterie.

## Historique

### Digitick (2004-2019)
La société Digitick est co-fondé début 2004 par Mobivillage (Emmanuel Guyot et Sylvain Lumbroso), Fabernovel (Stéphane Distinguin) et Clément Alteresco. Le 28 mai 2009, Digitick entre au capital de la société lyonnaise Zepass.com, place de marché leader en France de la revente légale de billets.
En septembre 2009, Digitick boucle son troisième tour de table et rassemble désormais au sein de son actionnariat les fonds SFR Développement, Partech, CM-CIC Capital Privé et Innovacom.
Le 22 décembre 2009, Digitick annonce l'acquisition de 100 % de Satori Billetterie, éditeur nantais de logiciels de gestion des publics et de billetterie pour les établissements culturels, lieux de visite et de loisirs qu'il radie du RCS en mai 2014.
Au mois de décembre 2010, Vivendi, déjà présent dans le capital de Digitick via SFR Développement, renforce sa participation et devient actionnaire majoritaire, en rachetant les parts des investisseurs financiers partants.
En décembre 2016, Digitick lance la vente de billets sur l'application Facebook Messenger grâce au développement de dialogueurs dédiés,.

### See Tickets (depuis 2019)
En vue d'une harmonisation de la marque au niveau mondial, Digitick a changé de dénomination sociale en août 2019 pour la marque unique See Tickets SA.
Les entités Digitick, en France, Paylogic aux Pays-Bas, en Allemagne, en Belgique, et See Tickets dans les pays anglo-saxons, sont désormais fédérés sous le label commun See Tickets.

## Activités
Les activités du groupe See Tickets intègrent l’ensemble des secteurs de la billetterie :
- La distribution B2C de billets de spectacles, d’événements sportifs, culturels et de loisirs sous la forme de son site www.digitick.com
- Une plateforme de billetterie en mode "cloud" (Digitick Systems) pour les organisateurs d’évènements et les professionnels de la culture, du tourisme, des loisirs et du sport. Digitick Systems assure la création et l’équipement de solutions de billetteries 100 % web et de gestion de la relation client (CRM). Digitick Systems assure la billetterie en ligne pour l'Olympia, Réunion des musées nationaux, la Cité des sciences et de l'industrie, la Fondation Louis Vuitton, le Centre Pompidou-Metz, le Centquatre, le Théâtre de l’Odéon, la Tour Eiffel, le Château de Versailles[8], Parc zoologique de Paris, les Vieilles Charrues[9], Rock en Seine, Solidays, Festival ODP Talence, Olympique Lyonnais, Olympique de Marseille[10], Rugby Club Toulonnais, Ligue nationale de Basket. Cette solution intègre la revente légale de billets entre particuliers avec le site Zepass.com, filiale de Digitick.
- L’information sur les concerts avec le site Infoconcert.com.

En 2017, Digitick compte 125 collaborateurs.
See Tickets est une filiale à 100 % du groupe Vivendi et fait partie de Vivendi Ticketing. En 2013, le groupe Digitick a généré un chiffre d’affaires de 75,5 millions d’euros, soit une hausse de 35 % par rapport à 2012.